# Sauropodi
Sauropodi (Sauropoda) byli příslušníci skupiny velkých až obrovských býložravých dinosaurů. Vyznačovali se většinou silně prodlouženým krkem, kvadrupední (čtyřnohou) chůzí, malou velikostí lebky v poměru k tělu a často velmi dlouhým ocasem. Někteří sauropodi představují největší známé suchozemské živočichy v historii života na Zemi. Vyskytují se od období pozdního triasu (asi před 210 miliony let) do úplného konce druhohor (před 66 miliony let) téměř po celém druhohorním světě, ale v oblastech blíže rovníku než k pólům.

## Vývoj
Sauropodi vznikli zřejmě koncem svrchního triasu. Kdy přesně není známo, protože není jasné, které zástupce Sauropodomorpha lze považovat již za primitivní sauropody. První miliony let, koncem triasu až začátkem jury, sauropodi žili společně s příbuznou skupinou Prosauropoda (tento vědecký termín už se však příliš nepoužívá). Obě skupiny si byly zevnějškem velice blízké. Už v tuto dobu představovali sauropodi velké a mohutné živočichy (7 až 10 metrů dlouhé a vážící i několik tun). Dříve se předpokládalo, že prosauropodi jsou předkové sauropodů, dnes se však paleontologové kloní k názoru, že jde o dvě byť příbuzné, tak samostatně vzniklé vývojové větve. Taxon Prosauropoda se již nicméně zhruba od roku 2010 mezi odborníky nepoužívá.
Mezi nejstarší formy pravých sauropodů patřily rody Antetonitrus, Lessemsaurus, Gongxianosaurus a další. Vývojově primitivní zástupci sauropodů byli v průběhu spodní jury již značně rozšíření a druhově rozmanití. Jejich vývoji na pevninách Gondwany možná pomohla masivní vulkanická činnost, která probíhala zhruba v době před asi 190 až 180 miliony let. V té době se také objevují první zástupci kladu Eusauropoda, jako byl například argentinský druh Bagualia alba. Obzvláště hojní a diverzifikovaní byli sauropodi v Jižní Americe (resp. západní části Gondwany).
Od začátku střední jury existovali již pouze vývojově pokročilejší sauropodi, kteří svoji sesterskou skupinu Prosauropoda plně nahradili. Začali dorůstat do větších velikostí, s délkou často v rozmezí 14 až 18 metrů. Objevili se také první obrovští sauropodi. Zkamenělé stopy nalezené v Maroku (pojmenované rodovým jménem Breviparopus) svědčí o gigantickém druhu, dosahujícím odhadem podle stop dlouhých 115 cm délky asi 30 metrů. Podobných rozměrů však dosáhli i někteří pozdější titanosaurní sauropodi (např. Argentinosaurus, popsaný roku 1993 z území Argentiny). Během svrchní jury dosáhl vývoj některých skupin sauropodů svého vrcholu. Velmi hojní co do počtu jedinců i druhů byli stádní zástupci čeledi Diplodocidae, kteří spásali nízkou vegetaci. Na přelomu jury a křídy (asi před 145 miliony let) dochází k jisté transformaci a mnohé dříve úspěšné vývojové linie ustupují do pozadí. Biodiverzita sauropodů však i v tomto kritickém období zůstává poměrně vysoká, jak dokládá například výzkum z území Španělska.
Během spodní křídy však už skupina Diplodocidae neměla srovnatelný význam a početně ustupovala. Sauropodi sice nebyli tak početní jako dříve, stále však tvořili velmi důležitou složku fauny. Přežili například zástupci čeledi Brachiosauridae, v hojných počtech se vyskytovali zástupci příbuzné skupiny Titanosauria, kde se vyvinuli někteří zvlášť obrovští zástupci. Další poměrně úspěšnou skupinou byla čeleď Rebbachisauridae.

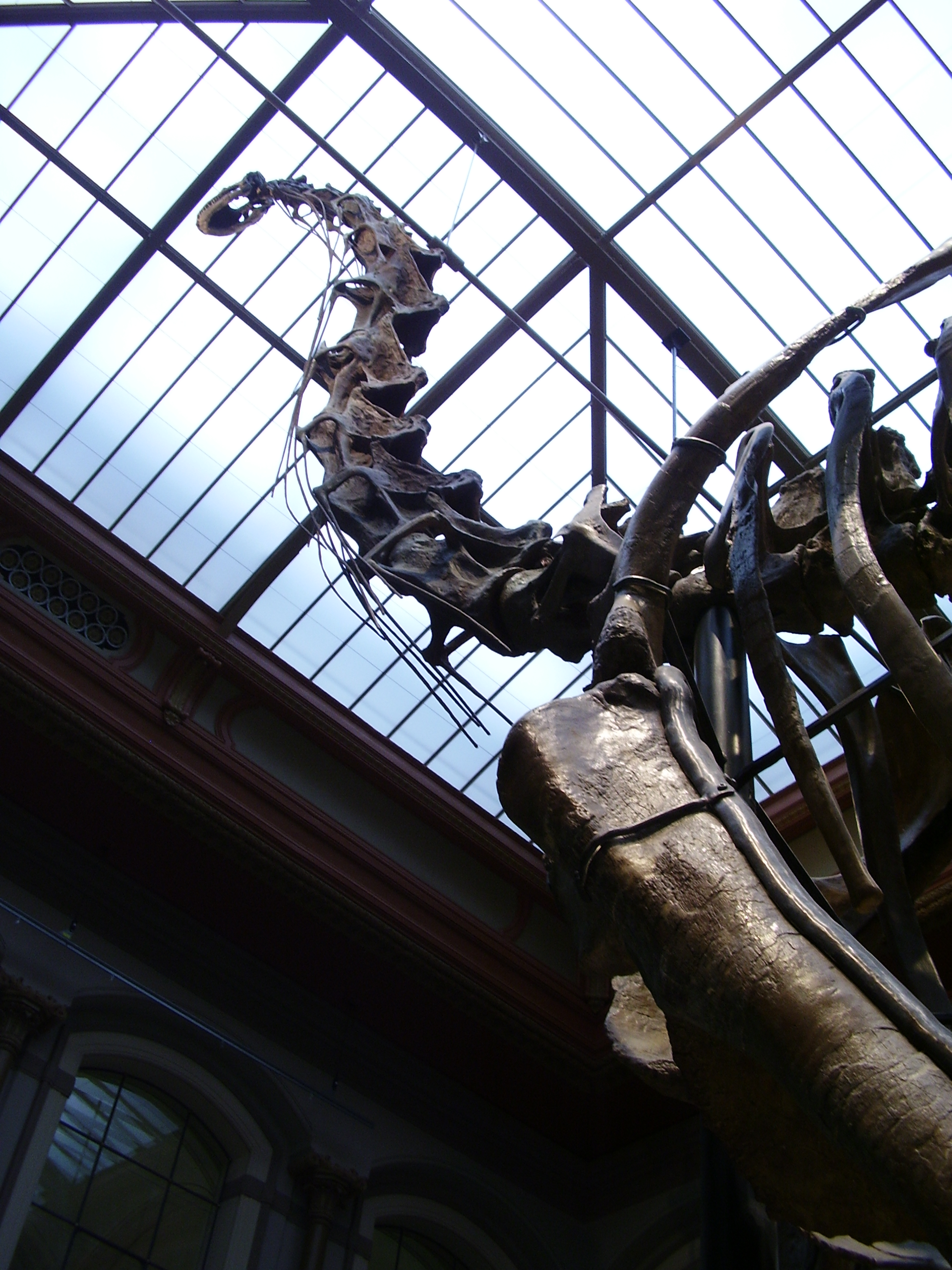
Kostra giraffatitana, obřího sauropoda vysokého přes 13 metrů.

Svrchní křída byla těžkou ranou pro sauropody. Ze všech skupin prokazatelně přežili jen zástupci skupiny Titanosauria, přičemž dominantní velcí býložravci byli hadrosauři. Zástupci kladu Titanosauria se však vyskytovali v některých oblastech poměrně hojně (Evropa, Jižní Amerika). Na druhé straně v Severní Americe se jim tolik nedařilo, existuje již pouze jeden prokazatelný rod z úplného konce křídy, a to obří Alamosaurus.
Je zajímavé, že velcí sauropodi se během kolonizace menších ostrovů několikrát nezávisle na sobě vyvinuli do trpasličí formy (Europasaurus koncem jury, Magyarosaurus koncem křídy).

## Anatomie

### Pohyb
Tělo sauropodů bylo dobře uzpůsobené pro pohyb při extrémní hmotnosti. Tomu odpovídalo množství odlehčujících prvků na kostře (dutiny apod.) a nejspíš i v dalších částech těla. Nohy byly velmi dobře anatomicky uzpůsobené k nošení vysoké hmotnosti. Vytvořil se tak speciální a zcela jedinečný "bauplan" (stavba těla) pro pohyb při extrémních tělesných hmotnostech. Tato anatomie umožnila sauropodům vyvinout největší formy suchozemských živočichů všech dob. Způsob chůze sauropodů byl pravděpodobně odlišný od způsobu chůze současných velkých živočichů (jako jsou sloni nebo nosorožci).
U sauropodomorfů se na přelomu triasu a jury (asi před 200 miliony let) vyvinuly efektivní nášlapné polštáře na nohách, které byly patrně jednou z klíčových adaptací pro vývoj gigantismu u pozdějších sauropodů.
Výzkumy vycházející ze studií o vlivu těžkých zemědělských strojů na kvalitu půdy ukazují, že největší sauropodi překonávali mechanickou hranici pro rozrušování a poškozování půd, po kterých kráčeli. Půda pak ztrácela vlastnosti potřebné pro udržení vegetace, na které sauropodi záviseli. Zřejmě se tak museli častěji přesouvat a nezdržovat se delší dobu na stejném místě.
Rychlost pohybu sauropodů s jistotou neznáme, ačkoliv v minulosti bylo učiněno množství pokusů o její přibližné stanovení. U obřích taxonů, jako je Diplodocus, Brachiosaurus nebo Argentinosaurus (kteří pravděpodobně vůbec neběhali) je maximální rychlost chůze odhadována zhruba na 1,1 až 1,6 (případně 2) m/s, tedy 4,0 až 7,2 km/h.

### Dýchání a život ve vodě
Mnozí sauropodi měli do značné míry pneumatizované (dutinami se vzduchem vyplněné) kosti, a to obratle, žebra, pánevní kosti ad. Jedná se pravděpodobně o anatomickou adaptaci spojenou s dýcháním a tzv. systémem vzdušných vaků. Sauropodi byli stejně jako teropodní dinosauři vybaveni sítí vnitřních vzdušných vaků, které jim zabíhaly i do dutin v kostech (obratlích, žebrech, pánevních kostech apod.), snižovaly relativní průměrnou hustotu těla a zároveň usnadňovaly respiraci těchto často obřích dinosaurů. Je pravděpodobné, že právě vyspělý respirační systém umožnil některým sauropodům dorůst do gigantických rozměrů.
Ačkoliv počátkem 20. století byly populární představy o sauropodech jakožto vodních zvířatech, žijících v jezerech a řekách, tyto hypotézy byly vyvráceny v roce 1951. Tehdy publikoval britský paleontolog Kenneth A. Kermack krátkou odbornou práci, v níž dokládá, že sauropodi ponoření až po hlavu ve vodě by vůbec nemohli dýchat a rychle by zahynuli kvůli působení hydrostatického tlaku. Představa sauropodů, využívajících svůj dlouhý krk jako jakýsi „šnorchl“ byla tedy definitivně zamítnuta a vyvrácena.

## Způsob života
Sauropodi byli většinou stádní živočichové. Důkazy o tom nám poskytují především poměrně hojně dochované zkamenělé otisky stop. Jsou známy též nálezy hnízdních kolonií zejména u křídových zástupců rodu Titanosauria. Zda mladí sauropodi skutečně žili první roky svého života samostatně, jak se uvádí například v dokumentárním seriálu televizní stanice BBC Putování s dinosaury, není jisté. Ukazuje se, že na počátku evoluce velkých sauropodů docházelo v jejich anatomii k celým kaskádám anatomických změn, které uzpůsobily jejich organismus pro značné zvětšování tělesných rozměrů. U některých fosilií sauropodů byly objeveny náznaky kostních nemocí (například osteomyelitidy) v podobě výrůstků, lézí a cyst. Byly také objeveny fosilie sauropodů se stopami okusu od malých vývojově primitivních savců, které dokazují, že již v období pozdní jury se zdechliny těchto obřích dinosaurů stávaly zdrojem potravy těchto drobných obratlovců.
Obecně byli velcí sauropodi spíše těžkopádní a mohutně stavění, takže rychlý pohyb nebyl jejich doménou. Pravděpodobně kráčeli maximální rychlostí asi 5 až 8 km/h.
Většina sauropodů pravděpodobně preferovala prostředí s velmi teplým až horkým klimatem, o čemž svědčí i jejich fyziologie (například množství vzdušných vaků v těle i kostních dutinách).
Některé fosilní objevy naznačují, že sauropodi trpěli různě závažnými chorobami, jako jsou rozmanité infekce, kostní tumory nebo třeba osteoskleróza.
Výzkum založený na rozboru biomarkerů oxidačního stresu ve stehenních kostech dinosaurů a dalších obratlovců ukazuje, že teplokrevní (endotermní) byli patrně všichni plazopánví dinosauři (včetně sauropodů), zatímco mezi ptakopánvými nalezneme převážně potenciálně "studenokrevné" druhy nebo zástupce s jinými fyziologickými adaptacemi.

### Potrava

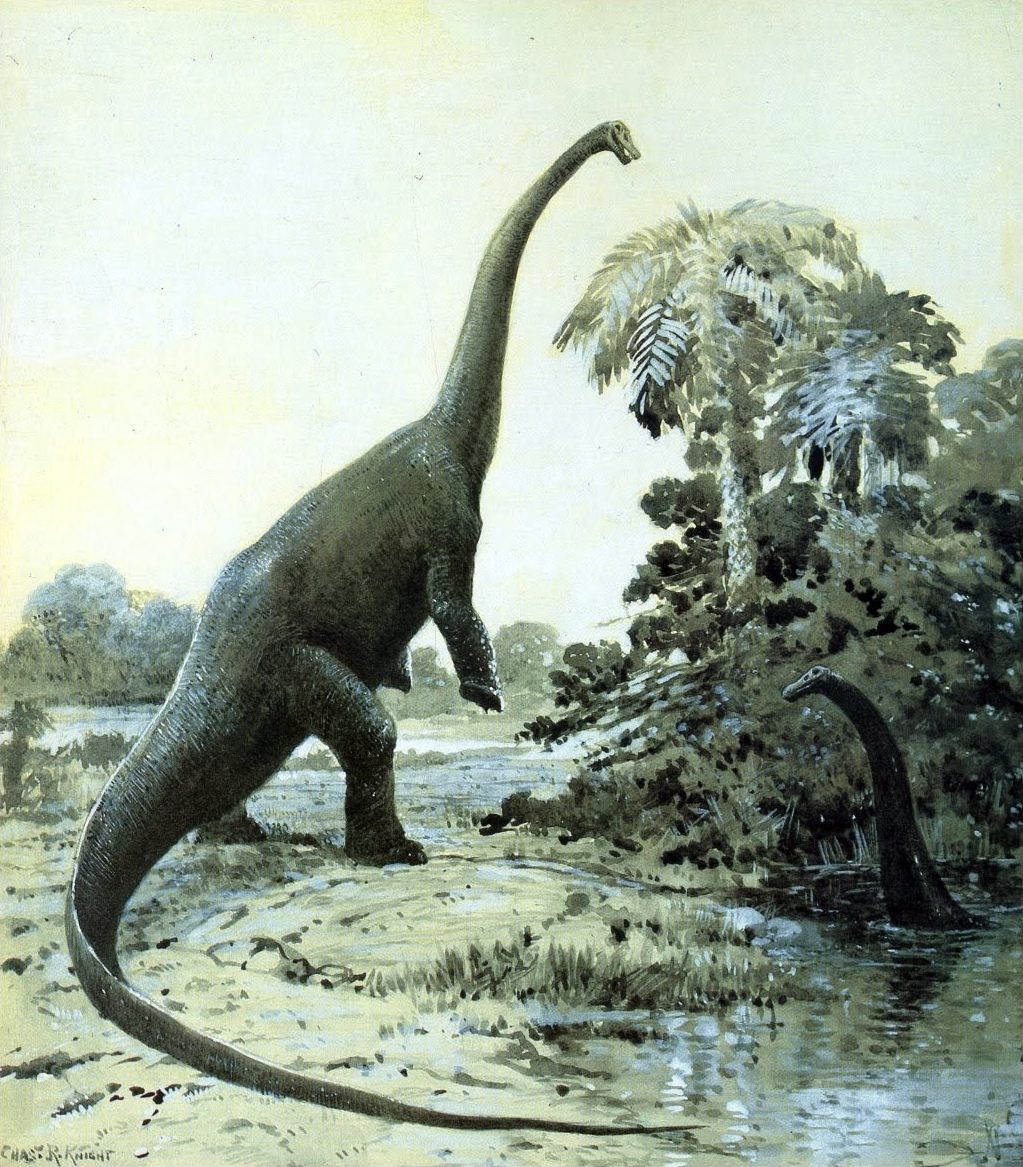
Diplodocus balancuje na zadních končetinách a spásá rostlinstvo z velké výšky.

Sauropodi měli díky dlouhému krku schopnost spásat z jednoho místa širokou škálu rostlinstva. Rostlinnou potravu, na rozdíl od zástupců Ornithischia, nežvýkali, ale celé sousto spolkli. To bylo rozemleté až v žaludku kameny, které tato zvířata polykala. Některé formy z konce triasu a začátku jury žily v polopouštních podmínkách, se kterými se museli vypořádat. Své přední končetiny používali na vyhrabávání kořínků rostlin (mnohé formy měly dokonce vyvinuté mohutné drápy – Anchisaurus, podobně jako příbuzné prosauropodi, například Plateosaurus), na rozdíl od jiných soudobých býložravců (Dicynodontia nebo Aetosauria), byli schopní spásat vysoké části rostlin. Značnou výhodou byly i velké rozměry, které mohli sauropodi dosáhnout díky vyspělé tělesné stavbě s nohama úplně pod tělem. Velikost měla za následek i velikost trávicí soustavy, takže málo výživnou rostlinnou potravu strávili raní sauropodi (podobně jako prosauropodi) mnohem lépe než společně s nimi žijící rynchosauři a dicynodonti. Když si sauropodi nevystačili s dlouhým krkem, postavili se na zadní končetiny.
Sauropodi ze střední jury a pozdějších období ale byli na spásání rostlin na zadních končetinách příliš velcí. Jejich srdce by totiž nebylo schopno pumpovat krev skrz kolmý krk. Mnohé formy se proto specializovaly na spásání nízké vegetace, nebo v případě nutnosti mohly použít hmotnost svého těla na vyvrácení libovolného stromu. Jiní sauropodi nosili krk relativně vztyčený, zdvihající se od pleci v úhlu 40–50 stupňů (Brachiosauridae), případně byli nenároční konzumenti střední vegetace (Camarasauridae).
Vědecká studie z roku 2008 přináší názor, že sauropodi vděčili za svou ohromnou velikost potravním návykům, teplokrevnosti, a především faktu, že potravu složitě nežvýkali nýbrž polykali vcelku.
Pravděpodobným vysvětlením trendu zvětšování tělesných rozměrů u sauropodů byla potřeba efektivního trávicího ústrojí, nikoliv obrana před predátory. O stravovacích návycích sauropodů a jejich preferované rostlinné potravě se nicméně stále vedou odborné spory. Ukazuje se, že rostlinstvo v druhohorách bylo i při celkově vyšším objemu oxidu uhličitého v atmosféře přibližně stejně výživné jako dnešní vegetace.
Někteří vědci se domnívají, že obří sauropodi mohli být zaživa vybaveni jakýmsi pevným rohovinovým zobákem na konci čelistí (podobným želvímu), který jim umožňoval otrhat a mechanicky zpracovat dostatečné množství rostlinné potravy.
Extrémně rychlá a relativně jednoduchá obnova dentice u sauropodních dinosaurů byla patrně evoluční inovací, tedy rychle vývojem získanou adaptací na býložravý způsob života zejména v pozdně jurských ekosystémech.
Není jisté, jaké množství trusu obří sauropodi vylučovali, podle některých odhadů, založených na pozorování současných slonů a kopytníků však vychází množství denně vyloučeného trusu u obřích titanosaurů zhruba na 100 až 400 kg (v extrémním případě pak až přes 700 kg).

### Obrana
Sauropodi nebyli tak špatně chránění, jak se někdy uvádí, přestože šlo o pasivní obranu. Mnozí zástupci Titanosauria měli na zádech kostěný pancíř (Saltasaurus), nebo dokonce kostěné trny (Agustinia). Někteří primitivní sauropodi měli na ocasu kyj (Shunosaurus), ale bičovité ukončení, které mohlo potenciálnímu útočníkovi uštědřit velmi nepříjemnou ránu. Život ve stádu a zejména velikost byla pravděpodobně nejúčinnější ochranou před nebezpečnými dravými dinosaury. Zřejmě právě kvůli ochraně stáda putovali mladí sauropodi ve středu skupiny a větší jedinci na okrajích, jak odkazují zkamenělé stopy.
Podle některých starších teorií se mohli sauropodi (zejména diplodokidi) bránit také šviháním ocasem, jehož konec se pohyboval rychlostí až kolem 130 km/h. Dřívější představy o koncích ocasu pohybujících se rychlostí dokonce až přes 2000 km/h (a překonávající tak hranici rychlosti zvuku) už byly novějšími a detailnějšími výzkumy vyvráceny.

### Migrace a fosilní stopy
Dlouholetým vědeckým problémem byla otázka způsobu chůze obřích sauropodů, který se nejspíš lišil od způsobu chůze dnešních slonů a dalších velkých savců. Vědecká studie z roku 2011 ukázala, že kamarasauři na území současného Colorada mohli ve svrchní juře každoročně migrovat v období sucha, přičemž urazili asi 300 kilometrů západním směrem. Pravděpodobně pochodovali v rodinných stádech s velkými jedinci po stranách, chránícími mláďata uprostřed. Obří stopy sauropodů (okolo metrové délky) již byly objeveny na mnoha místech světa, například v lokalitě Plagne ve Francii, kde se nachází také nejdelší dosud objevená série stop z období svrchní jury o délce 155 metrů (a počtu 110 fosilních stop). Fosilní otisky stop velkého sauropoda objevené v Jižní Koreji ukázaly, že na spodní straně nohy měli tito dinosauři síťovaný vzor, podobně jako dnešní sloni. O migracích sauropodů mezi Afrikou a Evropou vypovídá histologický rozbor jejich zubní skloviny. Výzkum fosilních stop sauropodů z Maroka ukazuje, že tito dinosauři stáčeli při chůzi své přední končetiny do strany. O zajímavé interakci sauropodů s jinými živočichy vypovídá objev z pozdní jury Švýcarska, publikovaný v roce 2019. Jedná se o částečně rozdrcený fosilní krunýř vodní želvy, náhodně rozšlápnutý velkým sauropodním dinosaurem.
Objev fosilních zubů sauropoda v ruském Jakutsku (sibiřská lokalita Teete) ukázal, že tito dinosauři obývali i výrazně severně ležící oblasti (tehdy asi 62° severní šířky), v období rané křídy, kdy zde byla odhadovaná průměrná roční teplota kolem 14 °C. V poslední době přibývá objevů fosilních otisků stop sauropodů z mnoha míst světa. Některé série stop pomáhají učinit si lepší představu také o anatomii a hmotnosti nebo sociálním chování sauropodů.
Sauropodi, známí z vysokých šířek byli objeveni také na jihu současné Austrálie (Nový jižní Wales, souvrství Griman Creek). Fosilie jejich zubů ukazují, že biodiverzita těchto dinosaurů byla pravděpodobně značná.
Detailní rozbor gastrolitů (trávicích kamenů) z Wyomingu, které patrně polykali sauropodní dinosauři v období pozdní jury, dokládají jejich schopnost migrace na velké vzdálenosti. Pravděpodobně ve směru od východu z Appalačie do oblasti dnešního Wyomingu na vzdálenost více než 1000 kilometrů.
Sauropodi se nejspíš vůbec nevyskytovali ve vysokých zeměpisných polohách (za polárními kruhy), byli totiž výrazně citliví na výkyvy podnebí a obecně se jich více vyskytovalo na jižní polokouli v teplých tropických oblastech.
Výkonná termofyziologie a "teplokrevnost" (funkční endotermie) se u dinosaurů patrně objevila v období rané jury (asi před 201 až 175 miliony let) a souvisela zejména s teplotou klimatu. U teropodů a ptakopánvých dinosaurů, kteří se rozšířili i do klimaticky méně příznivých prostředí s výrazně nižšími teplotami bylo vyvinutí endotermie nezbytnou anatomickou adaptací. U sauropodomorfů naopak pozorujeme dlouhodobou závislost na vyšších teplotách prostředí.

### Rozmnožování a mláďata
Sauropodní dinosauři se líhnuli z vajíček jako malá zvířata o velikosti maximálně několika desítek centimetrů a hmotností několika kilogramů. O svá mláďata se navzdory některým hypotézám dospělí po nakladení snůšky nejspíš nijak víc nestarali. Byla objevena četná hnízdiště a fosilní vajíčka i s kostřičkami embryí, zejména u titanosaurů z Jižní Ameriky a Asie. Vajíčka sauropodů byla celkově velká, ale nikoliv extrémně (v poměru k dospělé velikosti zvířete). Skořápky vajíček titanosaurů měly tendenci se v průběhu inkubace ztenčovat v závislosti na měnících se podmínkách okolního prostředí. Čerstvě vylíhnutí sauropodi byli zřejmě potravou pro četné dravce, kteří se v jejich hnízdních koloniích vyskytovali. Jednalo se o teropodní dinosaury, hady, ještěry nebo krokodýlovité plazy.
Jak ukázal objev velmi dobře zachované lebky mláděte, embrya sauropodů měla vyvinutý růžek na čenichu, který jim pomáhal rozbít skořápku. Osifikace lebky byla heterochronní a nepostupovala tedy plynule. Lebka byla zpočátku stereoskopická, oči tedy směřovaly dopředu a částečně se jejich zorné pole překrývalo. Lebka titanosaurních sauropodů byla v době před vylíhnutím velmi křehká a tvarově do určité míry plastická, postupně procházela velkou řadou změn.
Dříve se objevovaly domněnky, že sauropodi mohli rodit živá mláďata – například americký paleontolog Robert T. Bakker tuto domněnku prosazoval, důkazem měla být širší pánev u některých jedinců apatosaura (kteří byli podle jeho názoru samicemi). Vzhledem k objevu vajíček a hnízdišť je však tato představa dnes již zcela vyvrácena.
Paleontologové také objevili a prozkoumali fosilní embrya některých sauropodních dinosaurů a vytvořili jejich detailní 3D modely.
Sauropodi se pravděpodobně o svá mláďata aktivně nestarali, a tak byli malí sauropodi odkázáni sami na sebe. Reprodukční strategie sauropodů byla podobná strategii dnešních studenokrevných plazů, jako jsou želvy. Velké procento mláďat se proto patrně nedožilo dospělosti. Ukazují to například objevy z dlouhodobě využívaných hnízdišť, objevených na území Indie.

### Růst a délka života
Sauropodi rostli relativně velmi rychle. V obdobích tzv. růstového spurtu přibývali na váze až kolem 55 kilogramů denně. U obřích sauropodů se dlouhou dobu předpokládal velmi vysoký věk. Paleontologové se domnívali, že aby mohli dorůst tak obrovských velikostí, museli největší sauropodi žit až stovky let. Podle některých odhadů žili brachiosauři a další velcí sauropodi v rozmezí 100 až 300 let. Nové výzkumy založené na histologickém rozboru fosilních kostí však ukazují jinou skutečnost – i ti největší sauropodi zřejmě nežili déle než asi 60 až 80 let (nejstarší zaznamenaný věk je asi 55 let u východoafrického rodu Janenschia) a plné velikosti dorůstali už asi ve 20 až 30 letech věku, případně i dříve. Jejich růst byl tedy extrémně rychlý a v některých případech nabývali na váze i desítky kilogramů za den.

## Obraz sauropodů v minulosti

### Předvědecké období
V roce 1699 popsal zub sauropodního dinosaura (zřejmě rodu Cetiosaurus) v Anglii Edward Lhuyd jako Rutellum impicatum. Lhuyd však ještě netušil, o jakého tvora by se mohlo jednat. V polovině 18. století byly zase v portugalské oblasti Sesimbra (v kapli Capela de Memória) na kachlicích zobrazeny fosilní otisky stop sauropodního dinosaura z období jury, o kterých se tehdy věřící domnívali, že patřily obřímu biblickému oslíkovi, který odnášel po strmém útesu Pannu Marii a malého Ježíška od rozbouřeného moře. V této oblasti bylo objeveno i později velké množství dinosauřích ichnofosilií (přes 600 fosilních otisků stop dinosaurů z období nejranější křídy).

### Zastaralé představy
Po dlouhou dobu od vědeckého rozeznání sauropodních dinosaurů ve 2. polovině 19. století platil předpoklad, že se jednalo o jakési obří „omyly evoluce“, které byly předem odsouzeny k zániku. Proto také byly s dinosaury ztotožňovány různé neúspěšné koncepty dřívějších strojů a přístrojů, jak dokládá například primitivní válečné vozidlo Boiraultův stroj z 1. světové války. Tento předchůdce tanků dostal přezdívku „vojenský diplodokus“, protože měl stejně jako jeho pravěký jmenovec skončit neúspěšně na „smetišti dějin“.
Významné pro pochopení anatomie sauropodů byly také jejich kosterní rekonstrukce a smontované kostry (či jejich repliky). Ty mohly sloužit i jako testovatelná hypotéza o fyziologii a funkční morfologii sauropodů, musely však být smontovány v anatomicky korektních pozicích. To se obecně daří spíše až od konce 20. století, spolu s lepším celkovým pochopením anatomie sauropodů.

### Vodní živočichové

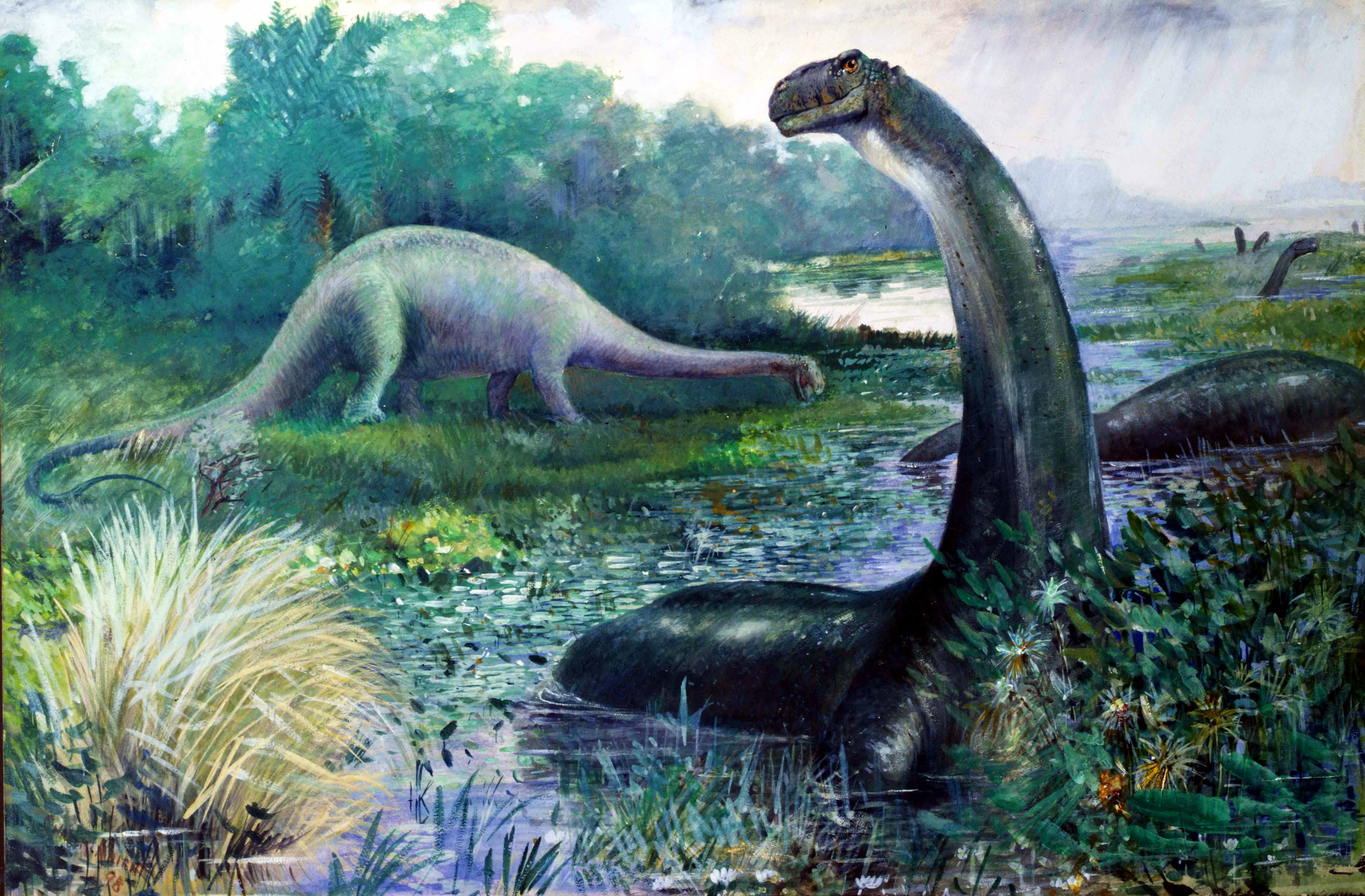
Sauropodi jako vodní živočichové podle představ z minulosti.

V minulosti byli velcí zástupci sauropodů považováni za příliš těžké živočichy na suchozemský způsob života. Bývali tedy zobrazováni jako obojživelní nebo vodní zvířata, která chodila po dně jezer, spásala vodní rostlinstvo, ale hlava jim díky dlouhému krku trčela z vody. Analýza tělesné stavby sauropodů v porovnání s velkými suchozemskými a obojživelnými obratlovci ale tyto názory vyvrátila – tlak vody by jim rozdrtil plíce. Sauropodi měli navíc zuby uzpůsobené na konzumaci odolnějších suchozemských rostlin.

### Držení krku
Během minulých desetiletí byli sauropodi zobrazováni s velmi ohebným krkem. Primitivní sauropodi sice skutečně měli krky poměrně ohebné, ale výzkumy z posledních let ukázaly, že krk byl u vyspělých forem méně ohebný, než se myslelo, přičemž byl nošen převážně na vodorovné linii společně s zády. Příbuzní rodu Diplodocus a některé jiné formy (Cetiosaurus) byli schopni zvednout krk nad úroveň zad jen velice omezeně, což jim ale nijak nepřekáželo při spásání nižšího rostlinstva, přičemž ohebnost krku do stran byla docela velká. Dokonce i dinosauří ekvivalent žiraf, příbuzní rodu Brachiosaurus (Brachiosauridae), často zobrazovaný s krkem kolmým na zem, míval krk vztyčený jen pod úhlem 40 až 50 stupňů. Při vztyčeném krku by mělo srdce enormní problémy pumpovat krev 8 metrů k hlavě a zvíře by mohlo upadnout do bezvědomí. Každopádně zřejmě nikdy nebudeme schopni přesně určit míru flexibility sauropodích krků (protože bychom potřebovali vědět více o měkkých tkáních, vazivu apod.).
Výzkum britského paleontologa Michela P. Taylora, publikovaný na začátku roku 2022 ukázal, že prakticky všechny fosilie krční části páteře u dosud objevených exemplářů sauropodů jsou poškozené a nekompletní, což zkresluje naši představu o jejich podobě a biomechanické funkčnosti.

### Nozdry
Fakt, že vyspělí sauropodi měli poměrně velké nozdry, které byly na lebce posunuté dozadu, v minulosti přesvědčil některé badatele, že sauropodi mohli mít, podobně jako dnešní sloni, krátký chobot na shrnování rostlinné potravy do tlamy zvířete. Sauropodům však na vyvinutí podobného orgánu chyběly potřebné tvářové svaly. Myšlenka chobotu u sauropodů nikdy nebyla populární, čemuž nasvědčuje i relativně malé množství ilustrací sauropodů vybavených chobotem. Tato hypotéza, která vznikla kolem roku 1975, už dnes není obecně uznávána.

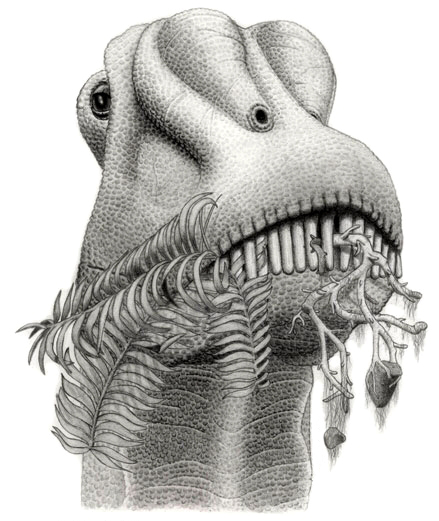
Ilustrace hlavy zástupce čeledi Diplodocidae s vyobrazenými nozdrami v blízkosti špičky rypáku.

Nedávná studie zaobírající se nozdrami dinosaurů ukázala, že dinosauří nozdry byly bližší k rypáku, než se předpokládalo. U sauropodů ze skupiny Neosauropoda, kteří se vyznačovali nosovými otvory posunutými směrem dozadu k očím, byly nozdry též posunuté směrem k špičce rypáku, přičemž s novými otvory v lebce je spojovala jakási masitá tkáň a rezonanční komora. Dinosauři jako Brachiosaurus a Diplodocus tak neměli nozdry na vrcholu hlavy, jako se často zobrazuje na ilustracích  Archivováno 23. 12. 2007 na Wayback Machine.

## Vnitřní orgány
Obrovské byly i vnitřní tělesné orgány obřích sauropodů. Podle odhadů vážilo například jen srdce brachiosaurida rodu Giraffatitan asi 200 kilogramů, zatímco jeho žaludek mohl být těžký až 2500 kilogramů. Srdce pracovalo tempem asi 14 až 17 úderů za minutu a dinosaurus se nadechl přibližně 3,5krát za minutu. V jeho těle bylo podle odhadů také asi 3000 litrů krve, tedy asi 600krát více než u dospělého člověka.
Výzkum také ukazuje, že většina sauropodů měla výrazně pneumatizované obratle (obsahující dutinu, vyplněnou vzdušným vakem, jenž byl součástí dýchací soustavy). Stupeň variability pneumatizace u různých sauropodů byl ale velmi vysoký.
Rozšíření páteřního kanálu v křížové oblasti, zjištěné u některých sauropodů a stegosauridů, přivedlo badatele na konci 19. a v první polovině 20. století k mylné domněnce, že tito dinosauři byli vybaveni druhým nervovým centrem právě v této oblasti těla. Sekundární „mozek“ měl pomáhat s ovládáním ocasu a zadních končetin a posilovat zde funkci vzdáleného mozku v lebce. Ve skutečnosti však dinosauři žádný druhý mozek neměli, jedná se patrně jen o rozšíření páteřního kanálu pro umístění glykogenového tělesa – zásobárny polysacharidu glykogenu, známou například u dnešních ptáků.

## Největší sauropodi

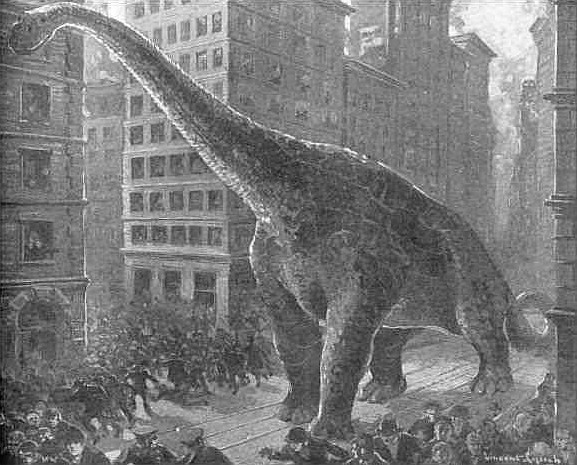
Obrovský pelorosaurus ve filmu z roku 1925 (Brachiosauridae).

Je nepochybné, že právě někteří sauropodní dinosauři představují největší a nejtěžší známé suchozemské obratlovce v dějinách naší planety. V současnosti mezi paleontology převládá názor, že největší sauropodi mohli reálně dosahovat hmotnosti přibližně v rozmezí 110 až 130 metrických tun. I když tendence k nabírání tělesné velikosti je patrná jak u sauropodů, tak u prosauropodů, největších rozměrů dosáhli právě zástupci sauropodů, kam se řadí největší a nejtěžší suchozemští živočichové všech dob. Při určení konkrétních rekordů však nastává problém – čím větší zvíře bylo, tím méně fosilií je z něj často známo. Druhým problémem jsou velikostní rozdíly mezi jedinci téhož druhu, které jsou způsobeny tím, že sauropodi zřejmě rostli po celý život. Dobrým příkladem je třeba africký Giraffatitan (někdy považovaný za druh rodu Brachiosaurus), který byl průměrně 25 metrů dlouhý, ale největší jedinci údajně dosahovali délky až 33 metrů, což je téměř o 30 % více. Když jsou známy pozůstatky jen jediného zástupce druhu, je prakticky nemožné určit, zda šlo o průměrně velkého tvora nebo spíš obra na poměry svého druhu. Po dlouhou dobu byl největším relativně dobře známým dinosaurem druh Brachiosaurus altithorax, objevený na začátku 20. století. Jeho pomyslný velikostní primát vydržel až do 80. let 20. století.
Severoamerický pozdně jurský diplodokid druhu Supersaurus vivianae mohl být podle novějších zjištění dlouhý asi 39 až 42 metrů, což by z něho patrně činilo nejdelšího dosud známého obratlovce vůbec.
Problematická je nejen tělesná velikost, ale i hmotnost. Původní astronomická čísla odhadovaná pro některé rody (136–180 tun pro rod Ultrasaurus, dnes již navíc neplatný) byla snížena o celou třetinu až polovinu. Sauropodi totiž disponovali, jak se ukázalo teprve před nedávnem, značně rozsáhlou soustavou vzdušných vaků a dutých kostí.
S přihlédnutím ke všem kritériím nakonec zbude několik kandidátů. Lépe známý Sauroposeidon z kladu Somphospondyli (známý z prodloužených krčních obratlů, kdyby se podobal příbuzným rodům, musel být 30 až 35 metrů dlouhý a 18 metrů vysoký), přičemž je známo více kandidátů, kteří se jim v délce nebo hmotnosti blíží (Seismosaurus (resp. Diplodocus hallorum), Supersaurus a zejména Argentinosaurus, Patagotitan, Puertasaurus a další obří titanosauři).
Možná vůbec největším sauropodem mohl být záhadný indický druh Bruhathkayosaurus matleyi, který žil před asi 70 miliony let a jehož fosilie byly zběžně popsány v roce 1989. Dnes jsou již nejspíš zničeny erozí a nebyly nikdy přesně změřeny a zdokumentovány. Pokud by domnělá holenní kost skutečně měřila rovné dva metry (jak bylo udáváno), mohlo by jít o titanosaurního sauropoda dlouhého přes 40 metrů a vážícího přes 126 tun. Nejvyšší odhady hmotnosti indického sauropoda dosahovaly dokonce přes 200 tun, ty ale byly již dříve vyvráceny jako nevěrohodné.
Nověji americký badatel Gregory S. Paul uvádí, že největším vědecky potvrzeným dinosaurem je Argentinosaurus s hmotností v rozmezí 65 až 75 tun, všichni ostatní zatím známí sauropodi jsou již menší (například rod Patagotitan vážil podle jeho výpočtů „pouze“ kolem 50 tun).
Naopak i ti nejmenší známí sauropodi byli relativně velcí tvorové. Jedním z nejmenších byl například druh Europasaurus holgeri, žijící v období svrchní jury (asi před 154 miliony let) na území současného Německa. Při délce kolem 6 metrů a hmotnosti zhruba 1 tuny patřil doslova k „trpasličím“ druhům.
Nejdelší známou kompletně dochovanou krční páteř sauropodního dinosaura nalezneme u druhu Xinjiangtitan shanshanensis. Tento jurský mamenchisaurid, žijící před 165 miliony let na území dnešní Číny, měl krk o délce přinejmenším 13,4 metru.
O obřích rozměrech některých sauropodů svědčí například i ohromné fosilní otisky stop (ichnofosilie) sauropodů, dosahující asi 1,5 až 1,7 metru na délku. Takové jsou známé například z Francie (Plagne) a Austrálie (Broome).

## Rozměry
Mezi sauropody patřili i největší známí suchozemští živočichové všech dob. Důvody gigantismu těchto dinosaurů jsou stále předmětem spekulací, nepochybně ale hrály roli obrana před predátory, schopnost dosáhnout na zdroje potravy pro jiné tvory nedostupné, energetická bilance apod. Objevy učiněné po roce 2010 dokládají, že sauropodní dinosauři skutečně dosahovali obřích rozměrů, největší exempláře však patrně nikdy neobjevíme. Domnělé gigantické formy, jako je indický Bruhathkayosaurus, pak patrně ve skutečnosti nedosahovaly dříve udávaných gigantických rozměrů.
Průměrná hmotnost a zároveň jakýsi nejpřesnější dosud získaný odhad hmotnosti zatím největšího známého dinosaura (Argentinosaurus huinculensis) činí asi 85 000 kg. Tento obří druh z rané pozdní křídy Argentiny byl tedy těžší než například dopravní letadlo Boeing 737.
Přesnou hmotnost největších sauropodů neznáme, navíc mohla v průběhu života těchto dinosaurů poměrně výrazně kolísat v závislosti na ročním období, klimatu, dostupnosti potravy apod. Největším poměrně dobře známým sauropodem se dnes zdá být Puertasaurus, který byl popsán v roce 2005 a ve velikosti zřejmě lehce překonal i svého „krajana“ argentinosaura. Jeho velikost se na základě obřích obratlů odhaduje na 35–40 m délky a 80–100 tun hmotnosti. Jisté je, že těžšími živočichy jsou pouze současné největší velryby, jako je plejtvák obrovský, dosahující hmotnosti až kolem 200 tun.
Jedny z největších fosilních stop sauropodů byly objeveny ve Francii v dubnu roku 2009. Měří na délku kolem 150 cm, nemusí však být zcela největší. Zajímavostí je, že sauropodi měli také nejdelší nervy, jaké kdy u obratlovců vznikly. Jednotlivé nervové buňky mohly dosahovat délky až kolem 40 metrů a vzruch byl jimi veden do mozku až 0,5 sekundy. Obří sauropodí stopy byly objeveny také v Maroku, dostaly název Breviparopus taghbaloutensis a mohly patřit dinosaurovi o délce kolem 35 metrů.
Přehled největších dinosaurů viz Velikost dinosaurů.

## Systematika
Sauropoda jsou sesterskou skupinou Prosauropoda, s kterou vytváří podřád Sauropodomorpha. Sauropodi se dělí, mimo primitivních forem, na dvě hlavní přirozené skupiny – Macronaria a Diplodocimorpha. Některé výzkumy, založené na morfologii dentice, dokazují, že biodiverzita sauropodů byla zřejmě ve většině ekosystémů mnohem vyšší, než ukazují pouze kosterní nálezy. V roce 2019 byl definován nový klad obřích sauropodních dinosaurů z Jižní Ameriky, který dostal vědecké jméno Colossosauria (doslova „kolosální ještěři“). Mnoho dříve popsaných zástupců této vývojové sklupiny jsou dnes již neplatné taxony nebo vzhledem k fragmentární povaze jejich fosilních pozůstatků nelze určit přesnější zařazení.
S počtem přibližně 307 vědecky platných (validních) druhů, popsaných k červenci roku 2020 jsou sauropodi druhou nejpočetnější a druhově nejrozmanitější skupinou druhohorních dinosaurů (po teropodech s počtem 486 druhů). I s ostatními sauropodomorfy pak toto číslo činí 373 druhů.
Takto vypadá zjednodušená systematika sauropodů:
Sauropoda:
- Vulcanodontidae
  - Eusauropoda:
    - Cetiosaurus
    - Neosauropoda:
      - Macronaria:
        - Brachiosauridae
        - Camarasauridae
        - Titanosauria

      - Diplodocoidea:
        - Rebbachisauridae
        - Diplodocidae
        - Dicraeosauridae

### Primitivní sauropodi

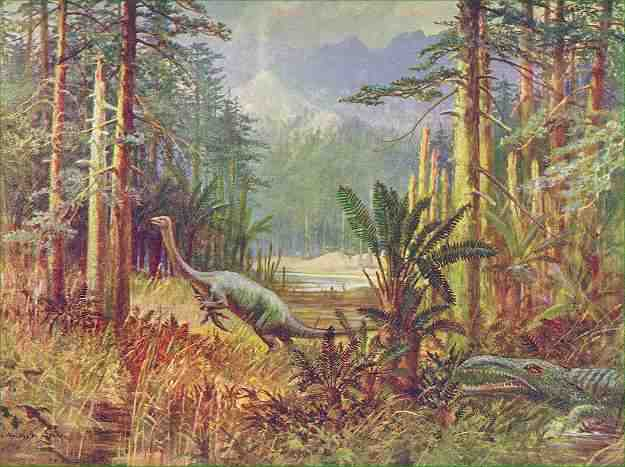
Sauropodomrph rodu Anchisaurus.

Primitivní sauropodi se dělí na různé formy, které jsou zatím bez bližšího zařazení, s různým stupněm vyspělosti na vývojové cestě ke skupině Eusauropoda. Přestože v minulosti byly zařazeny do různých čeledí, není jisté, které a zda vůbec některé vytvářely přirozenou skupinu. Nejprimitivnějším známým sauropodem je tak možná malý Anchisaurus, stavbou těla poněkud podobný primitivnímu rodu Thecodontosaurus. Tyto dva rody však zřejmě byli jen příbuzní sauropodů ze skupina sauropodomorpha. O něco vyspělejší byl už velký a čtyřnohý rod Melanorosaurus, okolo kterého se asi sdružovala skupinka dalších sauropodů, kteří byli v minulosti považováni za prosauropody. Zda skutečně vytvářeli čeleď Melanorosauridae, není jisté. Ještě vyspělejší byl rod Antetonitrus a čeleď Vulcanodontidae, zastoupená například rodem Vulcanodon. Mezi nejlépe známé primitivní sauropody z období spodní jury patří také indický rod Barapasaurus.
Formy z Eusauropoda, například rod Cetiosaurus, měly duté obratle, do kterých zasahovaly výběžky plic (jako u dnešních ptáků). To svědčí o vyspělém metabolismu sauropodů a o možnosti podobného dýchání jako mají ptáci (ptáci potřebují během letu velké množství kyslíku). Zda byli teplokrevní jako malí teropodi, se dá jen těžko určit. Jejich velká těla se jen těžko zbavovala přebytečného tepla, takže je možné, že teplokrevnost sauropodi vývojem ztratili. Do skupiny Eusauropoda patřily mimo primitivních forem (v minulosti byly téměř všechny umístěné do čeledi Cetiosauridae) i vyspělé formy ze skupiny Neosauropoda, jejichž zástupci měli zuby umístěné více v přední části čelistí a nozdry bývaly umístěné více vzadu na lebce. Dělí se na skupiny Macronaria a Diplodocimorpha.

### Macronaria
Zástupci Macronaria byli většinou mohutní tvorové s krátkým ocasem a velkými nozdrami, které byly větší než očnice a zároveň umístěné poměrně vzadu na lebce. Umístění nozder mohlo souviset s ochranou před rostlinami při jejich otrhávání, přičemž jejich velikost sloužila na dostatečné zvlhčení i velmi suchého vzduchu, i když jistý význam mohly mít i při termoregulaci. Předkové Macronaria připomínali zřejmě rod Jobaria. Macronaria se dělí na primitivní skupinu Camarasauridae a na bohatě zastoupenou Titanosauriformes s dvěma nebo třemi podskupinami (Brachiosauridae, Titanosauria resp. Euhelopodidae). Zastupovali ji mohutní tvorové s vysokými lebkami, které se směrem k čenichu snižovaly.

#### Camarasauridae

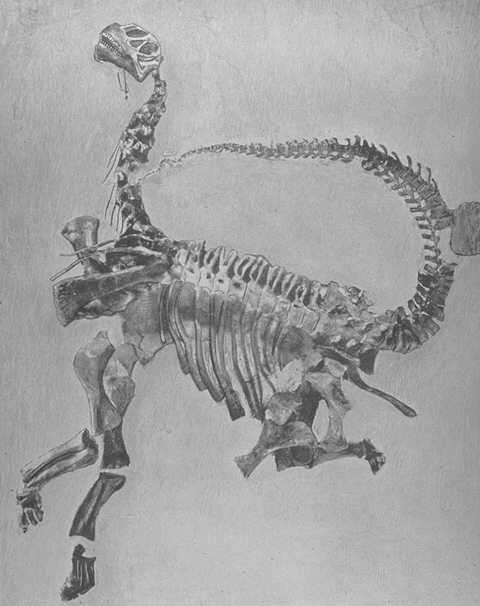
Kostra rodu Camarasaurus.

Camarasauridae byli středně velcí sauropodi (v průměru 15 až 18 m) s mohutnou stavbou těla a mocnými lžícovými zuby. Měli vysoké pevné lebky s hrubými zuby, zhruba stejně dlouhé končetiny a poměrně krátký krk. Dost málo ohebný krk nosili vzpřímený a spásali střední vegetaci (vyšší než diplodici a nižší než brachiosauři), a to včetně odolných rostlin. Zřejmě žili ve velkých stádech a často představovali nejběžnější sauropody v dinosauřích společenstvích. Vyskytovali se během svrchní jury a spodní křídy. Nejlépe známý zástupce je Camarasaurus.

#### Euhelopodidae
Euhelopodidae je dodnes záhadnou, málo známou výlučně asijskou čeledí sauropodů. Někdy bývá rozbita nejprimitivnější Mamenchisauridae a vlastní Euhelopodidae, jindy jsou její zástupci roztroušeni po stromu sauropodů bez vytvoření samostatné skupiny. Jednoznačně šlo o pestrou skupinu s některými znaky kamarasaurů, brachiosaurů, diplodoků a titanosaurů. I přes pochybnosti je možné, že přece jen šlo o přirozenou skupinu, nejdříve o příbuzných prvotních zástupců Titanosauiformes, přičemž jejich zvláštní znaky připomínající různé skupiny sauropodů snad vznikly vývojem v izolaci (v suché Asii byli dlouhou dobu jedinou významnější skupinou sauropodů).
U těchto zvířat je častý mimořádně prodloužený krk, který však mohl být díky malé hmotnosti zdvihnutý dost kolmo, přičemž srdce dokázalo pumpovat krev do mozku, zřejmě díky zatím neznámým anatomickým přizpůsobením měkkých tkání, která obvykle nezkamení. Takto se mohli euhelopodidi krmit na nízké i na vysoké vegetaci. Třeba připomenout, že diplodoci s dlouhým krkem málo ohebným ve vertikálním směru, mívali dlouhý ocas, ale protože Euhelopodidi ho měli krátký, lze téměř s jistotou říci, že se živili nízkou i vyšší vegetací. Zástupci Euhelopodidae jako např. Euhelopus, měli tenké kolíkové zuby, přičemž byli hojní během střední a svrchní jury. Ze spodní křídy nejsou přesvědčivě doloženi.

#### Brachiosauridae

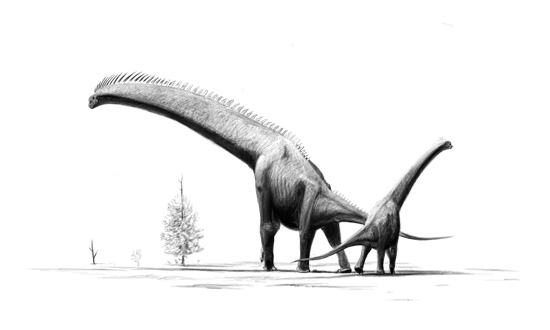
Giraffatitan z čeledi Brachiosauridae.

Další podskupinou Titanosaurifomes byla Brachiosauridae, reprezentovaná například rodem Brachiosaurus. Její zástupci se vyznačovali vysokými lebkami, silnými lžícovitými zuby a prodlouženými krky a předníma nohama, které byly dlouhé minimálně stejně jako zadní nohy. Díky délce končetin měli brachiosauři plec výš než bedra, což jim díky přibližně vzpřímenému krku (nošenému v úhlu přibližně 45 stupňů; ilustrace se strměji drženým krkem jsou chybné) dávalo zjev žirafy. Mnohé rody nabývaly značných rozměrů a žily převážně osamotě nebo v menších skupinkách (Brachiosaurus) a menší se seskupovaly do velkých stád (Giraffatitan). Tito tvorové byli hojní během svrchní jury a spodní křídy. Jeden nalezený obratel ale naznačuje, že by mohli přežít až do poloviny svrchní křídy.

#### Titanosauria
Třetí podskupinou Titanosauriformes je Titanosauria (svrchní jura až křída), velká a pestrá podskupina širokých sauropodů se středně dlouhými krky i ocasy, obratli bez odlehčovacích otvorů a vysokými lebkami s výrazným sklonem k rypáku. Zuby měli tenké, kolíkovité. Mnohé menší a středně velké rody neměly problém se na delší dobu vztyčit na zadní končetiny. Krk titanosarů bývá někdy zobrazován v jedné linii s trupem. Takto ho sice nejčastěji nosili během chůze, je však pravděpodobné, že ho dokázali zdvihnout do koruny stromů, i když ne tak prudce jako u brachiosauridů. Svědčí o tom i velikost předních končetin, které jsou jen o málo menší než končetiny zadní. U sauropodů, kteří nedokážou zdvihnout krk nad úroveň těla, bývají přední zkrácené (Diplodocus, Cetiosaurus). Naopak u sauropodů, kteří dokážou vztyčit krk do výšky, bývají přední nohy delší nebo jen o málo kratší než zadní nohy (Brachiosaurus, Camarasaurus). U některých Titanosaurů se záda směrem od plece k bedrům mírně snižovala (Paralititan, Argentinosaurus).
Titanosauria bývá dělená na primitivní formy (Argentinosaurus) a dvě vyspělejší čeledi. První je Saltasauridae (Titanosauridae), jako např. rod Saltasaurus, což bývali většinou menší masivní sauropodi (přibližně 15 m dlouzí); nevýhody jejich „malé“ velikosti jim vynahradil kostěný pancíř pokrývající záda a svrchní stranu krku a ocasu. Pancíř se u nich vyskytoval dost často (několik druhů ho druhotně ztratilo) a zřejmě chránil i některé primitivní druhy titanosaurů. Tito tvorové byli úspěšní hlavně v druhé polovině svrchní křídy. Druhou dobře rozpoznatelnou skupinou byla Nemegtosauridae, jehož zástupci zjevem připomínali diplodocidy, mezi které byli dříve i zařazeni. Měli lehčí stavbu těla a nižší protáhlejší lebky. Vyskytovali se během křídy. Další čeledí byla zřejmě Agustiniidae, což byli titanosauři se specializovaným kostěným brněním (jejich klasifikace ale není jistá) a Opisthocoelicaudiidae, která však možná spadala do Saltasauridae.

### Diplodocimorpha

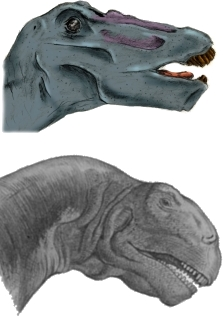
Hlava vyspělého zástupce diplodocimorfa rodu Apatosaurus (Diplodocidae) v porovnaní s hlavou zástupce Macronaria rodu Camarasaurus.

Zástupci skupiny Diplodocimorpha mívali dlouhé zadní a krátké přední končetiny dlouhý ocas často s bičovitým zakončením (kterým dokázali vydávat neuvěřitelně hlasité práskavé zvuky, bičovat protivníky a predátory nebo udržovat kontakt jako hmatovým orgánem mezi jednotlivci stáda bez očního kontaktu), krk ohebný pouze do stran (ve vertikálním směru byl strnulý) a nízkou hlavu s tenkými zuby. Nozdry měli menší a ještě více vzadu než zástupci skupiny Macronaria, přičemž některým rodům srostly do jednoho otvoru (Diplodocus). Stavba těla byla jednostranně přizpůsobena na spásání nízkých a přízemních rostlin. Schopnost stát na zadních nohách využívaly jen malé druhy, obvykle se vztyčily pouze během útoku dravců, aby si chránily zranitelný krk. V průměru měli zástupci této skupiny lehčí stavbu těla než zástupci Macronaria. U jediného rodu (Diplodocus) se zachovaly stopy po koženém hřebeni táhnoucím se středem zad, krku a ocasu. Podobné bývaly zřejmě u sauropodů běžné. Diplodocimorpha se obecně dělí na tři čeledi: Rebbachisauridae a Diplodocidae. Diplodocidae a Dicraeosauridae si jsou značně podobné, a proto je pro ně vytvořena skupina Diplodocoidea, přičemž mezi typické znaky patří třeba s menším počtem jemných zubů.

#### Rebbachisauridae
Spodnokřídová čeleď Rebbachisauridae, jejíchž mnozí členové bývali v minulosti zařazeni do Dicraeosauridae, je dodnes jen málo známá. Na tělech jejích zástupců jsou patrné modifikace oproti starším diplodokům (Diplodocidae), aby mohli konzumovat nízké rostlinstvo i během spodní křídy (dobře je to vidět na rodu Nigersaurus). Doložený je například výskyt hrubých lžicovitých zubů, nebo rodů vybavených velkým množstvím zubů s jakýmsi zobákem na konci čelisti (podobně jako u hadrosaurů).

#### Diplodocidae
Dnes nejlépe známou podskupinou Diplodocimorpha je čeleď Diplodocidae, která značně prosperovala koncem jury. V tom byla neúspěšnější skupinou sauropodů minimálně v Severní Americe, Africe a západní Evropě. Právě mnohé znaky této skupiny jsou považovány za typické pro celou skupinu Diplodocimorpha, i když jsou u Diplodocidae obvykle více rozvinuté. Přestože znaky na různé úrovni typické pro příbuzné čeledi se tato zvířata vyznačovala například dobře vyvinutým bičovým zakončením na ocasu.
Do této čeledi pravděpodobně patřili někteří z nejdelších suchozemských živočichů. Známé jsou pozůstatky některých rodů (Diplodocus nebo Supersaurus), dosahujících obřích rozměrů, například délka až přes 34 metrů.
Čeleď Diplodocidae se dělí na dvě podčeledi: robustní formy z Apatosaurinae (např. rod Apatosaurus) a relativně štíhlejší Diplodocinae.

#### Dicraeosauridae
Dicraeosauridae (např. Dicraeosaurus) je čeleď blízce příbuzná čeledi Diplodocidae, ale poněkud primitivnější. Její příslušníci měli poměrně krátké krky, lehkou stavbu těla a prodloužené trny na obratlích krku, trupu i ocasu. Bývali též relativně malí (dlouzí jen okolo 10 m), což jim zřejmě pomohlo k životu v pralesech, kde spásali přízemní vegetaci. Sauropodní dinosauři z čeledi Dicraeosauridae se poměrně vzácně vyskytovali po dlouhou dobu od svrchní až do spodní jury.